# Джойс, Арчибальд
Арчибальд Джойс (англ. Archibald Joyce; 25 мая 1873 — 22 марта 1963) — британский эстрадный музыкант (композитор и дирижёр). Он руководил в Великобритании в начале XX века оркестром салонной музыки и был с ним столь популярным на балах, что стал известен как «английский король вальса» («Королём вальса» в Европе в целом считался Иоганн Штраус-сын). Его музыканты считались «первым современным танцевальным бендом в Британии», согласно «Кембриджской истории музыки XX века».
Его музыка была известна и в других европейских странах. Так, в России из его вальсов был популярен «Осенний сон» (1908 год, в ориг. назв. «Songe d’Automne» («Autumn Dream»)), который на Западе запомнился особенно тем обстоятельством, что, возможно, именно его играл оркестр тонувшего «Титаника». Историю вальса и его русского текста исследовал Ю. Е. Бирюков. Обычно относимый ведущими концертов к условной категории старинных, он в сознании людей утратил связь со страной происхождения и конкретным автором. В СССР он вызвал реминисценции в песнях:
- времен Великой Отечественной войны «В лесу прифронтовом» (слова: М. Исаковский, музыка: М. Блантер, 1942 г.);
- «Вальс о вальсе» (слова: Е. А. Евтушенко, музыка: Э. С. Колмановский), известный в исполнении К. И. Шульженко;
- «А музыка звучит», исполнявшейся Софией Ротару.

В Сербии он известен с текстом на национальном языке под названием «Осенние листья» (Jesenje lišće).